# Onomasticon Cataloniae
Onomasticon Cataloniae: els noms de lloc i noms de persona de totes les terres de llengua catalana (Onomasticon de la Catalogne [en latin] : les noms de lieu et noms de personne de toutes les terres de langue catalane [en catalan]) est une œuvre en langue catalane et en huit volumes du philologue catalan Joan Coromines consacrée à l'onomastique des Pays catalans, publiée entre 1989 et 1997.

## Présentation
Issu d'un travail de collecte de plus de 60 ans réalisée auprès des habitants ou tirée d'archives anciennes, Onomasticon Cataloniae recense au total plus de 400 000 toponymes et anthroponymes. L'œuvre fut réalisée avec l'aide de nombreux collaborateurs, parmi lesquels on peut citer Max Cahner, Josep Giner, Joseph Gulsoy et Josep Mascaró Pasarius.
Le premier volume est entièrement consacré à l'onomastique des îles Baléares, les sept suivants couvrant le reste du domaine linguistique et suivant un classement alphabétique (le dernier volume recense les entrées commençant par la lettre « z » et un index).